# Тавернье, Джеймс
Джеймс Генри Тавернье (англ. James Henry Tavernier; род. 31 октября 1991, Брадфорд, Уэст-Йоркшир) — английский футболист, правый защитник и капитан футбольного клуба «Рейнджерс».
Воспитанник футбольного клуба «Лидс Юнайтед». Начал свою профессиональную карьеру в «Ньюкасл Юнайтед», откуда часто уходил в аренды. В 2014 году подписал контракт с «Уиган Атлетик», где, по-собственному заявлению, боролся за попадание в основной состав, но провел вторую половину сезона на правах аренды в «Бристоль Сити», где выиграл 3 дивизион Англии.
В 2015 году Тавернье подписал контракт с «Рейнджерс». В начале сезона 2018/19 стал капитаном клуба.

## Карьера

### «Лидс Юнайтед»
Тавернье присоединился к системе «Лидс Юнайтед» в возрасте девяти лет, перед этим он выступал за местный клуб «Фарсли Селтик» . Провел шесть сезонов в Лидсе, провел один сезон в качестве вратаря, прежде чем перейти на роль центрального полузащитника.

### «Ньюкасл Юнайтед»
Тавернье перешёл в «Ньюкасл Юнайтед» в 2008 году. 22 сентября 2009 года он дебютировал в составе первой команды, проиграв «Питерборо Юнайтед» со счетом 2:0 в третьем раунде Кубка Лиги, отыграв все 90 минут.
7 января 2011 года Тавернье присоединился к «Гейтсхеду» вместе с партнером по команде из «Ньюкасла» Йоханом Эдмундссоном на 28 - дневную аренду. Дебютировал уже на следующий день, в домашнем матче против Киддерминстер Харриерс (2:2). Впоследствии его аренда в клубе была продлена до 9 апреля. Менеджер «Гейтсхед» Иан Боджи прокомментировал его игру, сказав что у Тавернье будет большое будущее в футболе. Был отозван «Ньюкаслом» 24 марта из-за дисквалификации, полученной защитником Джеймсом Перч в игре резервной команды. Тавернье появился на скамейке запасных 2 апреля, в победном матче «Ньюкасла» против «Вулверхэмптон Уондерерс» со счетом 4:1.
11 августа 2011 года Тавернье присоединился к команде из Лиги 1 «Карлайл Юнайтед» на одномесячную аренду, которая была продлена до середины ноября. Менеджер Карлайл Грег Эбботт был впечатлён Тавернье. Он вернулся в «Ньюкасл» после успешной аренды, во время которой он сыграл 16 матчей.
21 ноября 2011 года Тавернье присоединился к команде «Шеффилд Юнайтед» на правах аренды до 9 января 2012 года.
31 января 2012 года Тавернье присоединился к команде «Милтон-Кинс Донс» на правах аренды до конца сезона. Его аренда была прервана после того, как он был отозван «Ньюкаслом» из-за травм защитников первой команды.
23 августа 2012 года Тавернье дебютировал в Еврокубках, сыграв в стартовом составе Ньюкасл в матче квалификации Лиги Европы УЕФА против греческого клуба «Атромитос» (1:1). В этом сезоне он провел семь матчей за команду в четырех турнирах, дебютировав в Премьер-лиге 29 сентября, выйдя на поле заменив Стивена Тейлора на 56-й минуте в матче против «Рединга».
26 июля 2013 года Тавернье присоединился к «Шрусбери Таун» на месячную аренду, но рано вернулся обратно, из-за полученной травмы.
28 ноября 2013 года присоединился к «Ротерем Юнайтед» на правах аренды. Через два дня после своего дебюта, он забил свой первый гол в карьере.

### «Уиган Атлетик»
28 июня 2014 года Тавернье подписал контракт с «Уиган Атлетик». Дебютировал в чемпионате 9 августа, заменив Дона Кауи на 72-й минуте.
15 января 2015 года перебрался в «Бристоль Сити» на правах аренды до конца сезона. Забил 3 гола в 12 играх.

### «Рейнджерс»
20 июля 2015 года Тавернье подписал трехлетний контракт с клубом чемпионата Шотландии «Рейнджерс»; трансфер обошёлся шотландскому клубу в 200 тысяч фунтов. Забил в своём дебюте со штрафного удара в матче первого раунда Кубка шотландского вызова против «Хиберниан» (6:2), и через восемь дней в том же раунде Кубка шотландской лиге вместе с клубом одержал победу над «Питерхедом» со счетом 3:0 на «Айброксе».
Забил свой первый гол в лиге за «Джерс» 16 августа в победном матче против «Аллоа Атлетик» (5:1). Тавернье снова забил за «Рейнджерс» неделю спустя в матче против «Хиберниан». За это был награждён лучшим игроком месяца чемпионата Шотландии в августе.
После сильного первого сезона в «Рейнджерс» ему предложили новый контракт, который он отклонил, по сообщениям СМИ, Джеймса не устраивала финансовая составляющая контракта. 19 июля Тавернье договорился о новом продлении с «Рейнджерс» до мая 2019 года, которое подписал спустя два дня.
В июле 2018 года, в преддверии сезона 2018/19, Тавернье был назначен новым капитаном команды. В первом матче в качестве капитана отличился голом в ворота македонского «Шкупи» в рамках отбора к Лиге Европы.
12 марта 2019 года во время матча против «Хиберниана» на «Истер Роуд» столкнулся с болельщиком соперника. 21 - летний Кэмерон Мак перепрыгнул через рекламные щиты и подошёл к Тавернье, прежде чем полиция и стюарды задержали его. Позже Маку было запрещено посещать какие-либо футбольные стадионы в Шотландии после того, как он признал себя виновным в нарушении общественного порядка в суде шерифа Эдинбурга. В октябре, после не забитого третьего за сезон пенальти, подвергся критике в прессе; в защиту игрока выступил главный тренер клуба Стивен Джеррард.
Сезон 2020/21 «Рейнджерс» начали с семи матчевой серии без пропущенных голов. К декабрю они подошли с разницей голов 45-3; Тавернье внёс значительный вклад как в обороне, так и в атаке, забив 16 голов и отдав 11 голевых передач. В сентябре и ноябре получил награду лучшему игроку месяца чемпионата Шотландии. По окончании сезона «Рейнджерс» завоевали чемпионский титул впервые за 10 лет. Англичанин был назван игроком года по версии футболистов ШПФА.
6 апреля 2021 года подписал новый трёхлетний контракт. 25 сентября провёл 300 - й матч за клуб. В розыгрыше Лиги Европы 2021/22 стал лучшим бомбардиром с 7 голами. Он стал первым защитником, ставшим лучшим бомбардиром еврокубка после Рональда Кумана, забившего за «Барселону» в Лиге чемпионов УЕФА 1993/94 8 голов.
17 декабря 2023 года забил победный гол в финале Кубка шотландской лиги против «Абердина», сравнявшись с Алли Маккойстом и Дереком Джонстоном по количеству голов в дерби.
30 марта 2024 года в матче против «Хиберниана» на «Айброксе» забил 131 - й гол в карьере, побив рекорд Грэма Александера и став самым результативным защитником в истории британского футбола.

## Личная жизнь
Младший брат Джеймса Маркус также профессиональный футболист.

## Клубная статистика
*по состоянию на 29 декабря 2019 года
| Клуб               | Сезон            | Лига                   | Лига | Лига | Кубок | Кубок | Кубок Лиги | Кубок Лиги | Евпрокубки | Евпрокубки | Остальное | Остальное | Итого | Итого |
| ------------------ | ---------------- | ---------------------- | ---- | ---- | ----- | ----- | ---------- | ---------- | ---------- | ---------- | --------- | --------- | ----- | ----- |
| Клуб               | Сезон            | Лига                   | Игры | Голы | Игры  | Голы  | Игры       | Голы       | Игры       | Голы       | Игры      | Голы      | Игры  | Голы  |
| Ньюкасл Юнайтед    | 2009/10          | Чемпионшип             | 0    | 0    | 0     | 0     | 1          | 0          | —          | —          | —         | —         | 1     | 0     |
| Ньюкасл Юнайтед    | 2010/11          | Премьер-лига           | 0    | 0    | 0     | 0     | 1          | 0          | —          | —          | —         | —         | 1     | 0     |
| Ньюкасл Юнайтед    | 2011/12          | Премьер-лига           | 0    | 0    | 0     | 0     | 0          | 0          | —          | —          | —         | —         | 0     | 0     |
| Ньюкасл Юнайтед    | 2012/13          | Премьер-лига           | 2    | 0    | 1     | 0     | 1          | 0          | 4          | 0          | —         | —         | 8     | 0     |
| Ньюкасл Юнайтед    | 2013/14          | Премьер-лига           | 0    | 0    | 0     | 0     | 0          | 0          | —          | —          | —         | —         | 0     | 0     |
| Ньюкасл Юнайтед    | Итого            | Итого                  | 2    | 0    | 1     | 0     | 3          | 0          | 4          | 0          | —         | —         | 10    | 0     |
| → Гейтсхед         | 2010/11          | Национальная лига      | 13   | 0    | 0     | 0     | 0          | 0          | —          | —          | 5         | 0         | 18    | 0     |
| → Карлайл Юнайтед  | 2011/12          | Лига 1                 | 16   | 0    | 0     | 0     | 0          | 0          | —          | —          | 1         | 0         | 17    | 0     |
| → Шеффилд Уэнсдей  | 2011/12          | Лига 1                 | 6    | 0    | 2     | 0     | 0          | 0          | —          | —          | 0         | 0         | 8     | 0     |
| → Милтон-Кинс Донс | 2011/12          | Лига 1                 | 7    | 0    | 0     | 0     | 0          | 0          | —          | —          | 0         | 0         | 7     | 0     |
| → Шрусбери Таун    | 2013/14          | Лига 1                 | 1    | 0    | 0     | 0     | 1          | 0          | —          | —          | 0         | 0         | 2     | 0     |
| → Ротерем Юнайтед  | 2013/14          | Лига 1                 | 27   | 5    | 0     | 0     | 0          | 0          | —          | —          | 4         | 0         | 31    | 5     |
| Уиган Атлетик      | 2014/15          | Чемпионшип             | 11   | 0    | 1     | 0     | 1          | 0          | —          | —          | 0         | 0         | 13    | 0     |
| → Бристоль Сити    | 2014/15          | Лига 1                 | 12   | 3    | 0     | 0     | 0          | 0          | —          | —          | 1         | 0         | 13    | 3     |
| Рейнджерс          | 2015/16          | Шотландский Чемпионшип | 36   | 10   | 6     | 0     | 3          | 3          | —          | —          | 5         | 2         | 50    | 15    |
| Рейнджерс          | 2016/17          | Шотландский Чемпионшип | 36   | 1    | 3     | 0     | 5          | 1          | —          | —          | —         | —         | 44    | 2     |
| Рейнджерс          | 2017/18          | Шотландский Чемпионшип | 38   | 8    | 3     | 0     | 3          | 1          | 2          | 0          | —         | —         | 46    | 9     |
| Рейнджерс          | 2018/19          | Шотландский Чемпионшип | 37   | 14   | 4     | 0     | 2          | 0          | 14         | 3          | —         | —         | 57    | 17    |
| Рейнджерс          | 2019/20          | Шотландский Чемпионшип | 19   | 3    | 0     | 0     | 3          | 0          | 17         | 0          | —         | —         | 35    | 3     |
| Рейнджерс          | 2020/21          | Шотландский Чемпионшип | 33   | 12   | 1     | 1     | 2          | 1          | 10         | 5          | —         | —         | 46    | 19    |
| Рейнджерс          | 2021/22          | Шотландский Чемпионшип | 35   | 9    | 4     | 2     | 2          | 0          | 17         | 7          | —         | —         | 58    | 18    |
| Рейнджерс          | 2022/23          | Шотландский Чемпионшип | 38   | 16   | 4     | 0     | 3          | 0          | 10         | 2          | —         | —         | 55    | 18    |
| Рейнджерс          | 2023/24          | Шотландский Чемпионшип | 38   | 17   | 5     | 1     | 3          | 3          | 12         | 3          | —         | —         | 58    | 24    |
| Рейнджерс          | 2024/25          | Шотландский Чемпионшип | 26   | 4    | 2     | 0     | 4          | 1          | 12         | 0          | —         | —         | 44    | 5     |
| Рейнджерс          | Итого            | Итого                  | 341  | 94   | 34    | 4     | 30         | 10         | 94         | 20         | 5         | 2         | 504   | 130   |
| Итого за карьеру   | Итого за карьеру | Итого за карьеру       | 436  | 102  | 42    | 4     | 35         | 10         | 98         | 20         | 16        | 2         | 626   | 138   |

## Достижения
Командные достижения
Ротерем Юнайтед
- Плей-офф Первой лиги: 2014[32]

Бристоль Сити
- Первая лига: 2014–15[33]
- Трофей Футбольной лиги: 2014–15[34]

Рейнджерс
- Премьер-лига Шотландии: 2020–21[35]
- Кубок Шотландии: 2021–22;[36] финалист: 2015–16,[37] 2023–24[38]
- Кубок шотландской лиги: 2023–24[39]; финалист: 2019–20,[40] 2022–23,[41] 2024–25[42]
- Чемпионшип Шотландии: 2015–16[43]
- Кубок вызова: 2015–16[44]
- Лига Европы УЕФА: финалист 2021–22[45]

#### Личные награды
- Игрок года по версии игроков PFA Scotland: 2020–21[46]
- Символическая сборная года PFA Scotland: 2015–16 (Чемпионшип), 2017–18 (Премьер-лига), 2018–19, 2020–21, 2021–22, 2022–23
- Игрок месяца Чемпионшипа ШПФЛ: август 2015[47]
- Игрок месяца Премьер-лиги ШПФЛ: сентябрь 2020,[48] ноябрь 2020[49]
- Гол сезона ШПФЛ: 2015–16[50]
- Лучший бомбардир Лиги Европы: 2021–22 (7 голов)[51]
- Символическая сборная сезона Лиги Европы: 2021–22[52]
- Зал славы Рейнджерс: 2023[53]